# 성봉재
성봉재(成奉宰, 1993년 4월 29일~)는 대한민국의 축구 선수로, 포지션은 공격수이다. 현재 경주 한국수력원자력 축구단에서 활약하고 있다.

## 클럽 경력
2015년 성남 FC에 우선지명으로 입단하였고 2년 간 8경기에서 1골을 기록하는 준수한 기록을 남기며 2017 시즌에 포항 스틸러스의 정원진과 함께 경남 FC로 임대 이적하였다.
2018시즌을 앞두고 K3리그의 청주City FC로 이적했다.
2018년 여름 이적시장을 통해 내셔널리그의 김해시청으로 이적했다.
2019시즌을 앞두고 목포시청 축구단에 입단했다.
2020년 여름 이적시장을 통해 진주시민축구단으로 이적했다.

## 수상

### 클럽
경남 FC
- K리그 챌린지 : 우승 (2017)